# Góra Łez
Góra Łez (niem. Tränenberg) – wzniesienie w Gdańsku o wysokości 54 m n.p.m.

## Położenie
Góra Łez położona jest w południowej części Gdańska, na pograniczu dzielnic Orunia-Św. Wojciech-Lipce oraz Orunia Górna-Gdańsk Południe. Od zachodu graniczy z Orunią Górną, od wschodu z Orunią. U południowego podnóża wzniesienia przepływa Potok Oruński. Jest częścią historycznego, zabytkowego Parku Oruńskiego. Położona jest w zespole przyrodniczo-krajobrazowym Dolina Potoku Oruńskiego. Leży nieopodal użytku ekologicznego Murawy Kserotermiczne w Dolinie Potoku Oruńskiego.
Jest jednym z trzech wzgórz Parku Oruńskiego i Doliny Potoku Oruńskiego, obok przeciwległej Góry Pięciu Braci i położonej nieopodal na wschód Góry Glinianej. Jest najwyższym z tych wzniesień.

## Pomniki przyrody
Prawnie chronione twory przyrody znajdujące się na terenie wzgórza:
| obiekt            | wysokość | obwód  | nr rejestru |
| dąb bezszypułkowy | 25 m     | 356 cm | 1101        |
| głaz narzutowy    | 1,30 m   | 672 cm | 1133        |

## Historia
Nazwa miejsca nawiązuje do wydarzeń z 1813 roku, oblężenia Gdańska przez wojska rosyjskie i spalenia Oruni przez Rosjan. Inna teoria głosi, iż nazwa upamiętnia krwawą potyczkę rosyjsko-francuską.
W latach 20. XX wieku, na wspominanym głazie narzutowym, umieszczono marmurową tablicę z niemieckim, nacjonalistycznym sloganem, krytykującym istnienie Wolnego Miasta Gdańsk. Tablica nie zachowała się do XXI wieku.
W 2017 roku zakończono rewitalizację Parku Oruńskiego. Dotyczyła ona również Góry Łez, gdzie wykonano alejki oraz ławki.